# Rafael Lozano
Rafael Lozano Muñoz (Córdoba, 24 de enero de 1970 a. C.) es un deportista español que compitió en boxeo.
Participó en tres Juegos Olímpicos de Verano, obteniendo dos medallas en el peso minimosca, plata en Sídney 2000 y bronce en Atlanta 1996, y el quinto lugar en Barcelona 1992, en el mismo peso. Ganó una medalla de bronce en el Campeonato Europeo de Boxeo Aficionado de 1996.
Su hijo Rafael también compite en boxeo.

## Carrera
Como boxeador amateur disputó 178 combates oficiales (139 victorias, 35 derrotas y 4 nulos), siendo sus mayores éxitos las dos medallas olímpicas (plata y bronce) y una medalla de bronce en el Campeonato Europeo de Boxeo Aficionado.
Conocido como "Balita", se hizo profesional en 2001. En 2006 peleó ante Brahim Asloum por el título intercontinental mosca de la AMB, pero perdió por nocaut técnico. En sus nueve años de carrera profesional disputó 28 combates, con un balance de 25 victorias (13 por K.O.) y tres derrotas.
Su última pelea sucedió el 13 de noviembre de 2010. Después se dedicó a su escuela de boxeo. En 2013 fue nombrado seleccionador nacional de la Federación Española de Boxeo, institución en la que ya trabajaba como director técnico.

## Palmarés internacional
| Juegos Olímpicos   | Juegos Olímpicos         | Juegos Olímpicos  | Juegos Olímpicos |
| Año                | Lugar                    | Medalla           | Categoría        |
| ------------------ | ------------------------ | ----------------- | ---------------- |
| 1996               | Atlanta (Estados Unidos) | Medalla de bronce | 48 kg            |
| 2000               | Sídney (Australia)       | Medalla de plata  | 48 kg            |
| Campeonato Europeo |                          |                   |                  |
| Año                | Lugar                    | Medalla           | Categoría        |
| 1996               | Vejle (Dinamarca)        | Medalla de bronce | 48 kg            |